# Vasile Dîba
Vasile Dîba (Jurilovca, 24 luglio 1954 – Bucarest, 20 febbraio 2024) è stato un canoista rumeno.

## Biografia
Partecipò a tre edizioni dei giochi olimpici (1976, 1980 e 1984) conquistando quattro medaglie. Disputò anche due campionati mondiali, vincendo sette medaglie, di cui cinque ori.

## Palmarès
Giochi olimpici
- 4 medaglie:
  - 1 oro (K1 500 m a Montréal 1976)
  - 1 argento (K4 1000 m a Mosca 1980)
  - 2 bronzi (K1 1000 m a Montréal 1976, K1 500 m a Mosca 1980).

Mondiali
- 7 medaglie:
  - 5 ori (K1 500 m a Città del Messico 1974, K1 4x500 m a Città del Messico 1974, K1 500 m a Sofia 1977, K1 1000 m a Sofia 1977, K1 500 m a Belgrado 1978)
  - 2 argenti (K1 500 m a Belgrado 1975, K1 4x500 m a Belgrado 1975).